# Aegirocassis
Aegirocassis é um gênero de Anomalocarídeo que viveu durante o período Ordoviciano. Os cientistas afirmam que este gênero fornece pistas importantes sobre a evolução dos primeiros ancestrais dos crustáceos, insetos e artrópodes modernos. 

## Descrição
Aegirocassis chegava a até 2 metros de comprimento. Aegirocassis foi um dos últimos anomalocaridídeos que viveu durante o Ordoviciano, enquanto a maioria dos outros anomalocaridídeos atualmente conhecidos parecem ter sido Cambrianos. Anomalocaridídeos anteriores geralmente ainda são pensados como predadores (embora existam algumas teorias detritívoras). Aegirocassis no entanto, é pensado como tendo espinhos frontais com uma malha muito fina de outros apêndices semelhantes a espinhos que poderiam ter filtrado organismos planctônicos da água. Isso pode também explica em parte como o Aegirocassis pode crescer tanto, já que não só o plâncton é abundante e nutritivo, como requer muito pouco gasto de energia para ser capturado, o que significa que mais calorias podem ser desviadas para o crescimento e manutenção de um grande tamanho físico. ‭

## Descoberta
Um fóssil de Aegirocassis foi descoberto na Formação Fezouata no Marrocos, com outros animais do período. 